# Wereldkampioenschappen roeien 2011
De wereldkampioenschappen roeien 2011 werden van 28 augustus tot en met 4 september 2011 gehouden op het Meer van Bled in Bled, Slovenië. Deze wereldkampioenschappen stonden in het teken van de Olympische Zomerspelen van 2012, op dit toernooi waren namelijk 129 van de 204 quotaplaatsen te verdelen. Er stonden 22 onderdelen op het programma, 13 voor mannen en 9 voor vrouwen.

## Medaillewinnaars

### Mannen
| Bootklasse              | Goud | Goud    | Zilver | Zilver  | Brons | Brons   |
| Skiff M1x               | Nieuw-Zeeland Mahe Drysdale | 6.39,56 | Tsjechië Ondřej Synek | 6.40,05 | Verenigd Koninkrijk Alan Campbell | 6.44,86 |
| Lichte skiff LM1x       | Denemarken Henrik Stephansen | 6.54,73 | Italië Pietro Ruta | 7.01,54 | Nieuw-Zeeland Duncan Grant | 7.03,30 |
| Dubbel twee M2x         | Nieuw-Zeeland Nathan Cohen Joseph Sullivan | 6.10,76 | Duitsland Hans Gruhne Stephan Krüger | 6.10,82 | Frankrijk Cédric Berrest Julien Bahain | 6.14,31 |
| Twee zonder M2-         | Nieuw-Zeeland Eric Murray Hamish Bond | 6.14,77 | Verenigd Koninkrijk Pete Reed Andrew Triggs-Hodge | 6.16,27 | Italië Niccolò Mornati Lorenzo Carboncini | 6.21,33 |
| Twee met M2+            | Italië Vincenzo Capelli Pierpaolo Frattini Niccolò Fanchi                                                                                           | 6.56,45 | Australië William Lockwood James Chapman David Webster | 6.58,20 | Canada Kevin Light Steve van Knotsenburg Brian Price | 7.00,76 |
| Lichte dubbel twee LM2x | Verenigd Koninkrijk Zac Purchase Mark Hunter | 6.18,67 | Nieuw-Zeeland Storm Uru Peter Taylor | 6.19,01 | Italië Lorenzo Bertini Elia Luini | 6.21,33 |
| Lichte twee zonder LM2- | Verenigd Koninkrijk Peter Chambers Kieren Emery | 6.27,30 | Italië Luca De Maria Armando Dell'aquila | 6.28,59 | Duitsland Bastian Seibt Lars Wichert | 6.29,05 |
| Dubbel vier M4x         | Australië Chris Morgan James McRae Karsten Forsterling Daniel Noonan                                                                                | 5.39,31 | Duitsland Karl Schulze Philipp Wende Lauritz Schoof Tim Grohmann                                                                                            | 5.39,56 | Kroatië David Šain Martin Sinković Damir Martin Valent Sinković                                                                                         | 5.42,82 |
| Vier zonder M4-         | Verenigd Koninkrijk Matt Langridge Richard Egington Tom James Alex Gregory                                                                          | 5.55,18 | Griekenland Stergios Papachristos Ioannis Tsilis Georgios Tziallas Ioannis Christou                                                                         | 5.57,20 | Australië Samuel Loch Drew Ginn Nicholas Purnell Joshua Dunkley-Smith                                                                                   | 5.58,44 |
| Lichte dubbel vier LM4x | Italië Francesco Rigon Daniele Gilardoni Franco Sancassani Stefano Basalini                                                                         | 6.00,95 | Duitsland Michael Wieler Stefan Wallat Jonas Schützeberg Ingo Voigt                                                                                         | 6.01,08 | Denemarken Steffen Jensen Martin Batenburg Christian Nielsen Hans Christian Sørensen                                                                    | 6.02,81 |
| Lichte vier zonder LM4- | Australië Anthony Edwards Samuel Beltz Benjamin Cureton Todd Skipworth                                                                              | 5.55,10 | Italië Daniele Danesin Andrea Caianiello Marcello Miani Martino Goretti                                                                                     | 5.56,33 | Verenigd Koninkrijk Richard Chambers Chris Bartley Paul Mattick Rob Williams                                                                            | 5.57,33 |
| Acht M8+                | Duitsland Gregor Hauffe Andreas Kuffner Eric Johannesen Maximilian Reinelt Richard Schmidt Lukas Müller Florian Mennigen Kristof Wilke Martin Sauer | 5.28,81 | Verenigd Koninkrijk Nathaniel Reilly-O'Donnell Cameron Nichol James Foad Alex Partridge Mohamed Sbihi Gregory Searle Tom Ransley Daniel Ritchie Phelan Hill | 5.30,83 | Canada Gabriel Bergen Andrew Byrnes Jeremianh Brown Douglas Csima Malcolm Howard Conlin McCabe Robert Gibson Will Crothers Brian Price                  | 5.31,18 |
| Lichte acht LM8+        | Australië Thomas Bertrand Ross Brown Blair Tunevitsch Thomas Gibson Alister Foot Roderick Chisholm Nicholas Baker Darryn Purcell David Webster      | 5.44,57 | Italië Luigi Scala Fabrizio Gabriele Davide Riccardi Gianluca Santi Livio La Padula Catello Amarante Jiri Vlcek Giorgio Tuccinardi Gianluca Barattolo       | 5.44,73 | Denemarken Lasse Dittmann Daniel Graff Anders Hansen Jens Vilhelmsen Thorbjørn Patscheider Jacob Larsen Christian Pedersen Martin Kristensen Emil Blach | 5.46,75 |

### Vrouwen
| Bootklasse              | Goud | Goud    | Zilver | Zilver  | Brons | Brons   |
| Skiff W1x               | Tsjechië Miroslava Knapková | 7.26,64 | Wit-Rusland Jekaterina Karsten | 7.28,68 | Nieuw-Zeeland Emma Twigg | 7.30,68 |
| Lichte skiff LW1x       | Brazilië Fabiana Beltrame | 7.44,58 | Zwitserland Pamela Weisshaupt | 7.48,24 | Duitsland Lena Müller | 7.50,44 |
| Dubbel twee W2x         | Verenigd Koninkrijk Anna Watkins Katherine Grainger                                                                                        | 6.44,73 | Australië Kerry Hore Kim Crow | 6.45,98 | Nieuw-Zeeland Fiona Paterson Anna Reymer | 6.46,74 |
| Twee zonder W2-         | Nieuw-Zeeland Juliette Haigh Rebecca Scown                                                                                                 | 6.58,16 | Verenigd Koninkrijk Helen Glover Heather Stanning | 6.58,24 | Australië Sarah Tait Kate Hornsey | 7.03,98 |
| Lichte dubbel twee LW2x | Griekenland Christina Giazitzidou Alexandra Tsiavou                                                                                        | 6.59,80 | Canada Lindsay Jennerich Patricia Obee | 7.03,46 | Verenigd Koninkrijk Hesther Godsell Sophie Hosking | 7.04,33 |
| Dubbel vier W4x         | Duitsland Julia Richter Tina Manker Stephanie Schiller Britta Oppelt                                                                       | 6.18,37 | Verenigde Staten Stesha Carle Natalie Dell Adrienne Martelli Megan Kalmoe                                                                              | 6.19,90 | Nieuw-Zeeland Sarah Gray Louise Trappitt Fiona Bourke Eve MacFarlane                                                                                   | 6.23,33 |
| Lichte dubbel vier LW4x | Verenigd Koninkrijk Stephanie Cullen Imogen Walsh Kathryn Twyman Andrea Dennis                                                             | 6.28,14 | China Pan Dandan Tang Chanjuan Liu Jing Yan Xiaohua | 6.30,41 | Verenigde Staten Hillary Saeger Nicole Dinion Lindsey Hochman Katherine Robinson                                                                       | 6.33,91 |
| Vier zonder W4-         | Verenigde Staten Sarah Zelenka Kara Kohler Emily Regan Sara Hendershot                                                                     | 6.30,30 | Australië Peta White Renee Chatterton Pauline Frasca Kate Hornsey                                                                                      | 6.31,18 | Nederland Wianka van Dorp Olivia van Rooijen Ellen Hogerwerf Femke Dekker                                                                              | 6.34,06 |
| Acht W8+                | Verenigde Staten Esther Lofgren Susan Francia Meghan Musnicki Taylor Ritzel Jamie Redman Amanda Polk Caroline Lind Elle Logan Mary Whipple | 6.03,65 | Canada Janine Hanson Rachelle Viinberg Natalie Mastracci Cristy Nurse Krista Guloien Ashley Brzozowicz Darcy Marquardt Andréanne Morin Lesley Thompson | 6.04,39 | Verenigd Koninkrijk Alison Knowles Jo Cook Jessica Eddie Louisa Reeve Natasha Page Lindsey Maguire Katie Solesbury Victoria Thornley Caroline O'Connor | 6.06,03 |

## Medaillespiegel
| Plaats | Land                | Goud | Zilver | Brons | Totaal |
| 1      | Verenigd Koninkrijk | 5    | 3      | 4     | 12     |
| 2      | Nieuw-Zeeland       | 4    | 1      | 4     | 9      |
| 3      | Australië           | 3    | 3      | 2     | 8      |
| 4      | Italië              | 2    | 4      | 2     | 8      |
| 5      | Duitsland           | 2    | 3      | 2     | 7      |
| 6      | Verenigde Staten    | 2    | 1      | 1     | 4      |
| 7      | Griekenland         | 1    | 1      | 0     | 2      |
| 7      | Tsjechië            | 1    | 1      | 0     | 2      |
| 9      | Denemarken          | 1    | 0      | 2     | 3      |
| 10     | Brazilië            | 1    | 0      | 0     | 1      |
| 11     | Canada              | 0    | 2      | 2     | 4      |
| 12     | China               | 0    | 1      | 0     | 1      |
| 12     | Wit-Rusland         | 0    | 1      | 0     | 1      |
| 12     | Zwitserland         | 0    | 1      | 0     | 1      |
| 15     | Frankrijk           | 0    | 0      | 1     | 1      |
| 15     | Kroatië             | 0    | 0      | 1     | 1      |
| 15     | Nederland           | 0    | 0      | 1     | 1      |
| Totaal | Totaal              | 22   | 22     | 22    | 66     |